# 고려어 (중세 한국어)
고려어(高麗語)는 고려시대 때 사용되었던 언어이다.

## 개요
구체적으로 어떤 언어가 사용되었는지에 대해서는 자료적인 제약 때문에 조선시대의 중세 한국어 만큼 자세히 알려지지는 않았지만, 《계림유사》와 《구급향약방》에서 적잖은 고려어 자료를 찾아볼 수 있으며, 기본적으로는 신라어의 흐름을 이어받은 언어였다고 생각할 수 있다.
애초에 고려는 신라의 지배를 받고 있던 옛 고구려령에서 일어난 왕조이며, 수도인 개경도 옛 고구려령에 위치하고 있기에, 당지의 언어에는 고구려의 영향 짙게 남았으며, 그것이 고려시대가 되어서도 일부의 어휘가 잔존했다는 것이 된다. 그러나 이들 고구려어계 어휘의 대부분은 시간의 경과와 함께 순차적으로 신라어계 어휘로 대체된 것으로 보인다.
반면에, 계량비교언어학에 따른 분석 결과에 따르면, 고구려어는 신라어와 꽤 멀었다는 것을 알 수 있다. 그러나 이러한 비교 수법은, 유럽어족의 분지 연구에서 상당히 정당성이 높다고 평가되나, 아시아계 언어에서의 검증은 아직 검증되어 있지 않다.

## 같이 보기
- 한국어
- 고구려어
- 고대 한국어(신라어)
- 중세 한국어

## 참고 문헌
- 《日本人と日本文化の形成》 (하니하라 카즈오編) (아사쿠라 쇼텐) ISBN 4254101228
- 《역사비교언어학》 (김방한著) (민음사) ISBN 8937430312
- 《한국어의 계통》 (김방한著) (민음사) ISBN 8937430010
- 《日本語の比較研究》 (무라야마 시치로) (산이치 쇼보) ISBN 4380952401